# Hatha Yoga Pradipika
Haṭhayoga Pradīpikā (em sânscrito, हठयोगप्रदीपिका) é uma obra escrita por Svātmārāma Yogendra. Não se sabe, ao certo, a data em que a Haṭhayoga Pradīpikā foi escrita. Alguns autores consideram que seria do século XIV, outros a situam nos séculos XV ou XVI  . É também conhecida pelo nome Haṭha Pradipika. É uma das mais conhecidas e influentes obras sobre o Haṭha Yoga indiano tradicional, cujos fundador é Gorakṣanātha (chamado também de Goraknath). 
Alguns autores acreditam que o yogi Matsyendranatha tenha participado da criação do Haṭha, entretanto não há uma relação direta entre ele e esse fato. Matsyendranatha fundou a escola Kaula de tantrismo, que muitos autores citam como uma das mais relevantes. A palavra sânscrita dipika significa luz, lamparina ou lâmpada, por isso o título desta obra indica que ela ilumina ou lança uma luz sobre o Haṭha Yoga. 
Essa obra foi escrita pelos discípulos de Gorakṣanātha, visto que o seu primeiro livro era considerado profundamente polêmico. Gorakṣhanātha fez sua codificação do Haṭha Yoga com o livro homônimo. Praticamente as cópias desse livro não existem mais, visto que sua modalidade tântrica era muito agressiva para a época medieval e obscurantista. Os discípulos de seus discípulos lançaram, muito tempo depois, o Hatha Yoga Pradipika, através da lembrança (smriti) do livro original.
Não se trata de um manual didático sobre o Yoga que é ensinado normalmente nas academias ocidentais, e sim um tratado a respeito das práticas mais profundas desenvolvidas no antigo Haṭha Yoga indiano, cujo objetivo era a transformação psicofísica completa do praticante e sua libertação espiritual. 
Há outros textos tradicionais do Haṭha Yoga que foram conservados e que são considerados igualmente muito importantes, como o Gorakṣa Śataka, a Gheraṇḍa Saṁhitā e a Śiva-Saṁhitā, para citar alguns dos mais conhecidos.
Nele existe a integração das práticas físicas com as metas espirituais (éticas) do yoga e com as práticas do rāja yoga. Sua popularidade é tanta que ainda hoje surgem obras técnicas tentado desvendar seus mistérios ou comentá-lo. 
Dentre os autores hindus que ornaram suas obras em sânscrito com comentários da obra estão: 
- Umapati
- Mahadeva
- Ramananada
- Tirtha
- Vrajbhushana

O mais conhecido entre eles é o Jyotsna de Brahmánanda.

## Conteúdo
A Hathayoga Pradipika compreende quatro partes com 389 ślokas ou estrofes metrificadas (por ser um texto muito antigo existem versões com mais ou menos versos, sendo este número uma média).
Alguns manuscritos apresentam um capítulo adicional com vinte e quatro ślokas, mas até agora o mesmo é considerado de data posterior aos demais versos pelos termos utilizados e sua forma de grafia do sânscrito.
O conteúdo dessas quatro partes ou capítulos é o seguinte:
O primeiro apresenta informações gerais sobre o Haṭha Yoga, que é considerado como uma preparação para o Rāja Yoga; descreve os mestres que transmitiram a tradição do Haṭha Yoga, começando com Ādi Nātha, o mestre primordial, que é identificado à divindade Śiva; apresenta instruções sobre as condições necessárias para a prática intensiva do Haṭha Yoga, incluindo restrições alimentares; e descreve um conjunto de posturas, ou asanas. 
O segundo capítulo desta obra apresenta dois tipos diferentes de purificação do yogin, através de uma prática de respiração chamada nāḍīśodhana, isto é, purificação das nāḍīs e de seis processos chamados coletivamente ṣaṭkarmaṇi; depois trata sobre o controle da respiração e sua retenção, ou prāṇāyāma, expondo também as técnicas de contração da garganta, do abdômen e da base do tronco, chamadas de bandhas. A palavra sânscrita bandha significa amarra, união, prisão, laço, corrente. Também pode significar prender, contrair, unir, combinar, juntar, amarrar, aprisionar . 
A terceira parte da obra se refere à kuṇḍalinī, o poder fundamental que fica normalmente adormecido no cakra inferior e que deve ser despertado para produzir a transformação do yogin; trata sobre os poderes especiais, ou siddhis, que podem ser obtidos pelo praticante; e descreve práticas chamadas mudrās. Essas práticas, altamente complexas, envolvem posturas especiais, técnicas de respiração, visualizações e contrações (bandhas). 
Nesses casos, pode-se traduzir mudrā por fechamento, fecho ou tampa. Elas têm por objetivo preservar o bindu, ou ativar kuṇḍalinī e produzir seu movimento ascendente . As mudrās ensinadas nos textos de Haṭha-Yoga têm a finalidade de atuar sobre kuṇḍalinī, ou controlar e preservar o bindu, que é o poder gerador, às vezes identificado com o sêmen . Não se deve confundir essa técnica com os gestos especiais feitos com as mãos, também chamados mudrās.
Por fim, o quarto capítulo apresenta o Laya Yoga; explica o estado de união ou samādhi e descreve métodos para atingi-lo; trata sobre o som sutil ou nāda e sobre práticas nas quais se ouve esse som que não é produzido por nenhum objeto material; e indica o objetivo final do Yoga, que é a libertação ou mokṣa, pela qual o praticante escapa do ciclo de nascimentos e mortes. 

## Yama, dez proscrições de conduta
1. Ahiṁsā: não-violência
2. Satya: veracidade
3. Asteya: honestidade
4. Brahmacarya: coerência relacional
5. Kṣamā: paciência
6. Dhṛti: temperança
7. Dāya: compaixão
8. Arjavaṅ: retidão
9. Mitāhāraḥ: dieta moderada
10. Śaucaṅ: purificação

## Niyama, dez prescrições de conduta
1. Tapaḥ: esforço sobre si mesmo
2. Santoṣa: contentamento
3. Āstikyaṅ: confiança no ensinamento
4. Dāna: caridade
5. Īśvarapūjanam: entrega a Īśvara
6. Siddhāntavākyaśravaṇaṁ: estudo de si mesmo através das escrituras
7. Hrīḥ: simplicidade, modéstia
8. Matī: inteligência, discernimento
9. Japa: meditação sobre um mantra
10. Hutam: sacrifício

## Āsana, quinze posturas físicas
1. Svāstikāsana: postura auspiciosa
2. Gomukhāsana: postura de Gomukha (duas variações)
3. Vīrāsana: postura do herói (três variações)
4. Kūrmāsana: postura da tartaruga
5. Kukkuṭāsana: postura do galo
6. Uttānakūrmāsana: postura da tartaruga elevada
7. Dhanurāsana: postura do arco
8. Matsyendrāsana: postura do yogin Matsyendra
9. Paścimottānāsana: postura de alongamento intenso
10. Mayūrāsana: postura do pavão
11. Śavāsana: postura do cadáver
12. Siddhāsana: postura da perfeição; vajrāsana: postura do diamante (outro nome de siddhāsana); muktāsana: postura da libertação (mais um nome de siddhāsana); guptāsana: postura oculta (mais outro nome de siddhāsana)
13. Padmāsana: postura do lótus (duas variações)
14. Siṁhāsana: postura do leão
15. Bhadrāsana: postura virtuosa; gorakṣāsana: postura do yogin Gorakṣa (outro nome para bhadrāsana)

## Ṣaṭkarma, seis ações purificadoras
1. Dhauti: purificação do trato digestivo (vomição)
2. Vasti: lavagem intestinal (água salgada)
3. Neti: limpeza nasal (com um pano ou com água)
4. Trātaka: purificação dos olhos (exercícios visuais)
5. Nauli: auto-massagem abdominal
6. Kapālabhāti: limpeza das vias respiratórias

Posteriormente, é mencionada no texto outra purificação chamada gajakaraṇī ou o gesto do elefante, que consiste em fazer uma vomição purificadora

## Bandha, seis contrações de órgãos e plexos nervosos
1. Uḍḍīyanabandha: contração do abdômen
2. Mūlabandha: contração do asoalho pélvico
3. Jalāṇḍharabandha: contração da garganta
4. Bandhatraya: contração tríplice (combinação das três técnicas acima listadas)
5. Jihvabandha: contração da língua
6. Mahābandha (“grande contração”): bandhatraya associado ao  jihvabandha

## Prāṇāyāma, dez respiratórios para expansão doprāṇa
1. Nāḍīśodhana: respiração alternada
2. Sūryabhedana: respiração solar
3. Ujjāyī: respiração sussurante
4. Śītkarī: respiração refrescante
5. Śītalī: respiração refrescante
6. Bhastrikā: respiração do fole
7. Bhrāmarī: respiração da abelha
8. Mūrcchā: respiração do desvanecimento
9. Plāvinī: respiração para flutuar nas águas
10. Kevalakūṁbhaka: retenção "isolada"

## Mudrā, oito gestos energéticos
1. Mahamudrā: mūlabandha + śāmbhavīmudrā + khecarīmudrā + mentalização sobre os cakras
2. Khecarīmudrā: contração e elevação da língua, para a meditação sobre somarāsa, néctar celestial
3. Viparītakaraṇī mudrā: inversão nos ombros + ujjayī + khecarī mudrā + antara kūṁbhaka
4. Vajrolīmudrā: reabsorção seminal
5. Śaktīcalāna mudrā: siddhāsana + kūṁbhaka + mūlabandha + uḍḍīyana + nauli
6. Yonimudrā: fechamento das “sete portas” sensoriais: ouvidos, olhos, narinas e boca
7. Śāmbhavīmudrā: fixação ocular no intercílio
8. Bhairavamudrā: gesto de apaziguamento: a mão direita descansa sobre a mão esquerda[8]

## Traduções
A Haṭhayoga Pradīpikā tornou-se conhecida no ocidente no final do século XIX. Foi traduzida para o inglês por Śrīnivāsa Iyangār (ou Jayangār) em 1893 e para o alemão, no mesmo ano, por Herman Walter. Uma das traduções para o inglês mais conhecida (de domínio público) é a que foi publicada em 1915 por Pañcam Sinh . Desde então, tem sido traduzida para vários idiomas, seja diretamente a partir do original em sânscrito, seja a partir das traduções em inglês, que foram vertidas para o espanhol e para o português e que podem ser encontradas na Internet. Há uma tradução para o português, acompanhada pelo texto em sânscrito, com extensos comentários . 